# Ріхард Томалла
Ріхард Томалла (нім. Richard Thomalla; 23 жовтня 1903 — 12 травня 1945) — силезский німець, архітектор, член нацистської партії, в лавах СС дослужився до звання — гауптштурмфюрер. Співробітник і керівник будівництва різних концтаборів: Бельжець, Собібор. Активний член програми «Рейнхард».

## Біографія
Ріхард Томалла народився 23 жовтня 1903 року в селі Сабіна-на-Аннахофе (нині Совин). Володів польською мовою. Був прийнятий до лав СС 1 липня 1932 року, а місяцем пізніше вступив в нацистську партію. 5 жовтня 1935 одружився з Маргаритою Брюкнер. Службу в лавах СС проходив в містах Волув і Бреслау (нині Вроцлав). 6 вересня 1940 року проходив службу в допоміжних поліцейських частинах при головному управлінні у містах Ченстохова і Радом.
У 1941 році група інженерів під керівництвом Томалли отримала завдання знайти найбільш сприятливе місце для організації концтабору. До переліку вимог до місцевості входили: близькість до залізничного полотна, споруди своїм виглядом не повинні викликати жодних підозр у майбутніх в'язнів, а також облаштування камер для подачі токсичного газу. У листопаді 1941 року Томалла погодив з керівництвом споруду концтабору недалеко від поселення Бельжец і був призначений відповідальним за реалізацію проекту. Робота була закінчена до березня 1942.
На початку березня 1942 року недалеко від села Собібур з німецького літака було скинуто два десантника: гауптштурмфюрер СС Томалла і групенфюрер СС Алоїс Мозер. Оскільки обидва були архітекторами в їх завдання входила розвідка цієї місцевості і проведення вимірювань. До кінця березня цього ж року почалося будівництво концтабору в декількох кілометрах від села і відповідальним за це був призначений Томалла. Будівництво йшло досить швидко і до кінця квітня концтабір був практично готовий, а Томаллу змінив Оділо Глобочник.
Під кінець Другої світової війни був відправлений для проходження військової служби в імперський протекторат Богемія і Моравія. У травні 1945 року був впізнаний, схоплений органами контррозвідки СРСР і розстріляний.

## Поссилання
- Біографічні відомості(англ.)